# Daýançgylyç Urazow
Daýançgylyç Çäryýargylyçewiç Urazow (né le 15 décembre 1978 à l'époque en RSS du Turkménistan et aujourd'hui au Turkménistan) est un footballeur international turkmène, qui évoluait au poste d'attaquant.

## Biographie

### Carrière en club
Daýançgylyç Urazow joue au Turkménistan, en Russie, au Kazakhstan, et en Ouzbékistan. Il joue également en Arménie.

### Carrière en sélection
Daýançgylyç Urazow reçoit sept sélections en équipe du Turkménistan entre 2003 et 2004, sans inscrire de but.
Il participe avec cette équipe à la Coupe d'Asie des nations 2004 organisée en Chine. Lors de cette compétition, il joue deux matchs : contre l'Arabie saoudite, et l'Irak.

## Palmarès
| Nisa Achgabat - Championnat du Turkménistan (1) : - Champion : 2003. - Vice-champion : 2002 et 2004. - Meilleur buteur : 2003 (21 buts). - Coupe du Turkménistan : - Finaliste : 2003. |  | Gazçy Gazojak - Championnat du Turkménistan : - Vice-champion : 2005. |  | Altyn Asyr \| - Championnat du Turkménistan : - Vice-champion : 2010. - Coupe du Turkménistan (1) : - Vainqueur : 2009. - Finaliste : 2010. \| \| - Supercoupe du Turkménistan : - Finaliste : 2009. \| |
| - Championnat du Turkménistan : - Vice-champion : 2010. - Coupe du Turkménistan (1) : - Vainqueur : 2009. - Finaliste : 2010.                                                          |  | - Supercoupe du Turkménistan : - Finaliste : 2009.                    |  | |

 Ahal Änew
- Coupe du Turkménistan (1) :
  - Vainqueur : 2013.